# Vliegenzwam

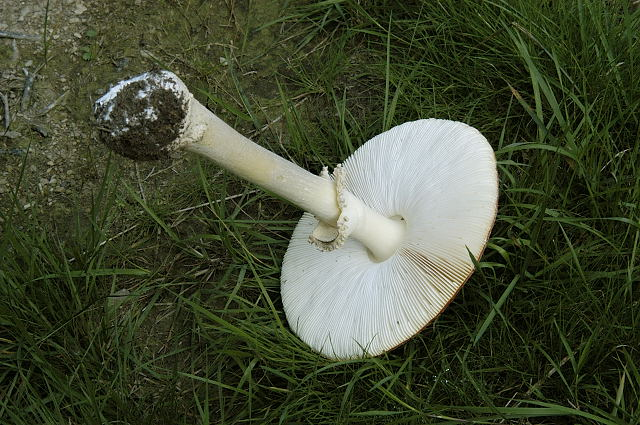

De vliegenzwam (Amanita muscaria) is een opvallende paddenstoel, die algemeen voorkomt in de Lage Landen. Het eten ervan kan leiden tot vergiftigingsverschijnselen, maar de ernst hiervan valt meestal mee.

## Verspreiding
Vliegenzwammen groeien veelal in loofbossen, in nauwe associatie (symbiose) met berken, de tamme kastanje, eiken, de beuk, ook wel met dennen en sparren. Ze vormen ectomycorrhiza, wat betekent dat het mycelium niet binnendringt in de wortels van de boom, maar de haarwortels aan de buitenkant omgeeft.
De peperboleet parasiteert op de vliegenzwam. De peperboleet wordt daarom altijd in de nabijheid van vliegenzwammen aangetroffen.

## Determinatie
De bekendste verschijningsvorm van de vliegenzwam is een donkerrode hoed met witte stippen. De witte stippen zijn restanten van het algeheel omhulsel (velum universale) waarin de paddenstoel 'opgesloten' zat, voordat hij uit de grond omhoog kwam. Deze spoelen bij regenachtig weer vrij snel van de hoed. De eerste foto in de fotogalerij hieronder geeft een idee van de variatie in kleur bij vliegenzwammen, die kan variëren van diep donkerrood (vooral bij jonge exemplaren) tot oranje met gele tinten (na regen).
De hoed wordt 5–15 cm breed. Exemplaren van meer dan 23 cm worden echter ook aangetroffen. Het vlees, de plaatjes en de sporen zijn wit. De sporen zijn elliptisch van vorm (9-12 µm bij 6-9 µm) en niet amyloïd. Op de witte steel zit meestal een duidelijke ring en aan de onderkant een (vlokkige) beurs. Vliegenzwammen kunnen voorkomen vanaf juli tot en met de late herfst, met een hoogtepunt rond eind augustus.

## Toxiciteit
Een mogelijke verklaring voor de naam vliegenzwam is dat het rode vlies op de hoed de stof muscarine bevat, waarvan een vliegendodend middel zou kunnen worden gemaakt. Sommigen hebben een verband gezien met hallucinaties van door de lucht vliegen bij inname, maar dit is etymologisch onjuist. Het Latijnse woord voor de vlieg is musca.
De hele paddenstoel bevat werkzame stoffen, maar de concentraties daarvan zijn het hoogst in de rode hoed. Naast het giftige muscarine bevat het muscimol, muscazone en iboteenzuur.
Sommige stoffen in de vliegenzwam hebben een bedwelmende of hallucinogene werking. De zwam wordt hierom al lang door verschillende volken gebruikt in rituelen. Onder andere in Lapland waar soms één vliegenzwam werd geruild tegen één rendier.
De toxiciteit van deze paddenstoel wordt vaak overschat – van aanraken zijn geen nadelige gevolgen te verwachten. Toch kan het opeten van een hele paddenstoel voor bijvoorbeeld een kleine hond in enkele uren fataal zijn.
Als de vliegenzwam op de juiste wijze bereid wordt, verliest hij zijn toxiciteit en kan hij gegeten worden. Zulke bereidingen worden toegepast in bepaalde streken in Japan en mogelijk ook elders. De vliegenzwam zou een zeer delicate, nootachtige smaak hebben. Een foute bereiding kan tot gevolg hebben dat er toch nog intoxicatieverschijnselen optreden na het consumeren.
Bij drogen van de zwam wordt een groot deel van het iboteenzuur omgezet in muscimol. Bij gebruik wordt het grootste deel muscimol ongewijzigd afgescheiden via de urine.
In Nederland valt de vliegenzwam onder de werking van de Opiumwet hoewel er geen risicobeoordeling heeft plaatsgevonden ten aanzien van paddenstoelen die van nature muscimol en iboteenzuur bevatten.
De vliegenzwam wordt ook genoemd als ingrediënt van heksenzalf.

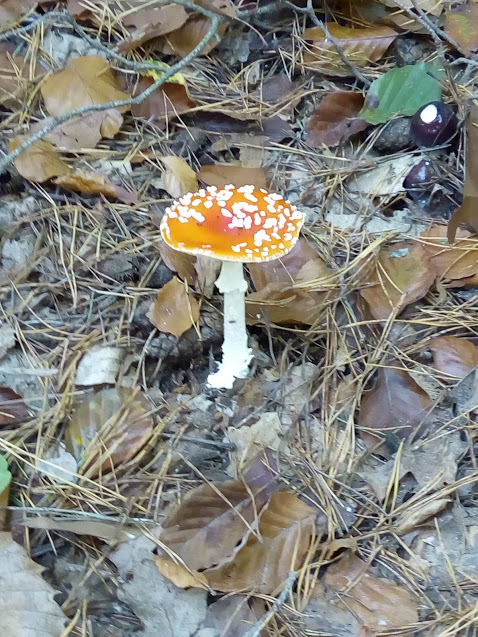
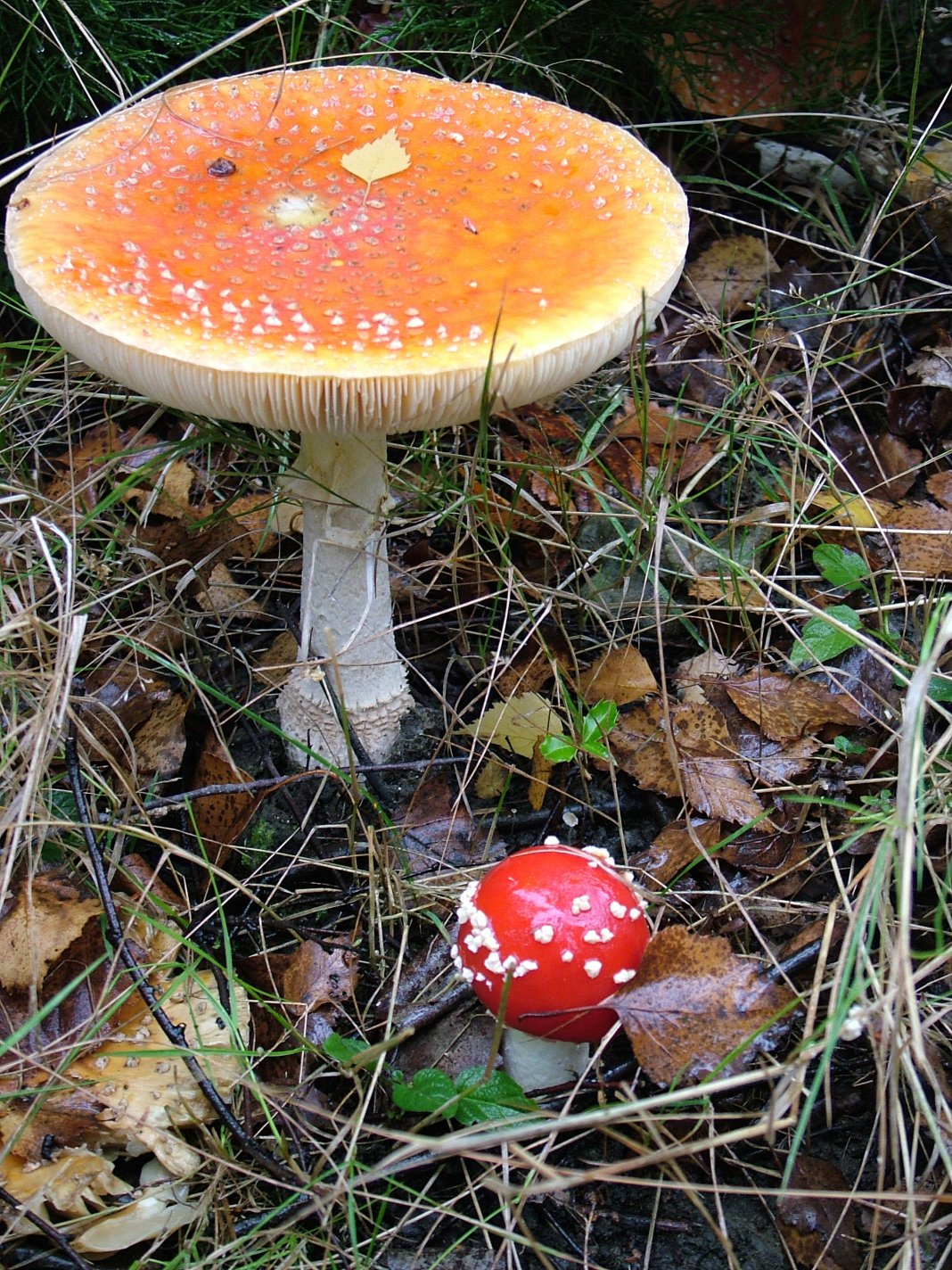
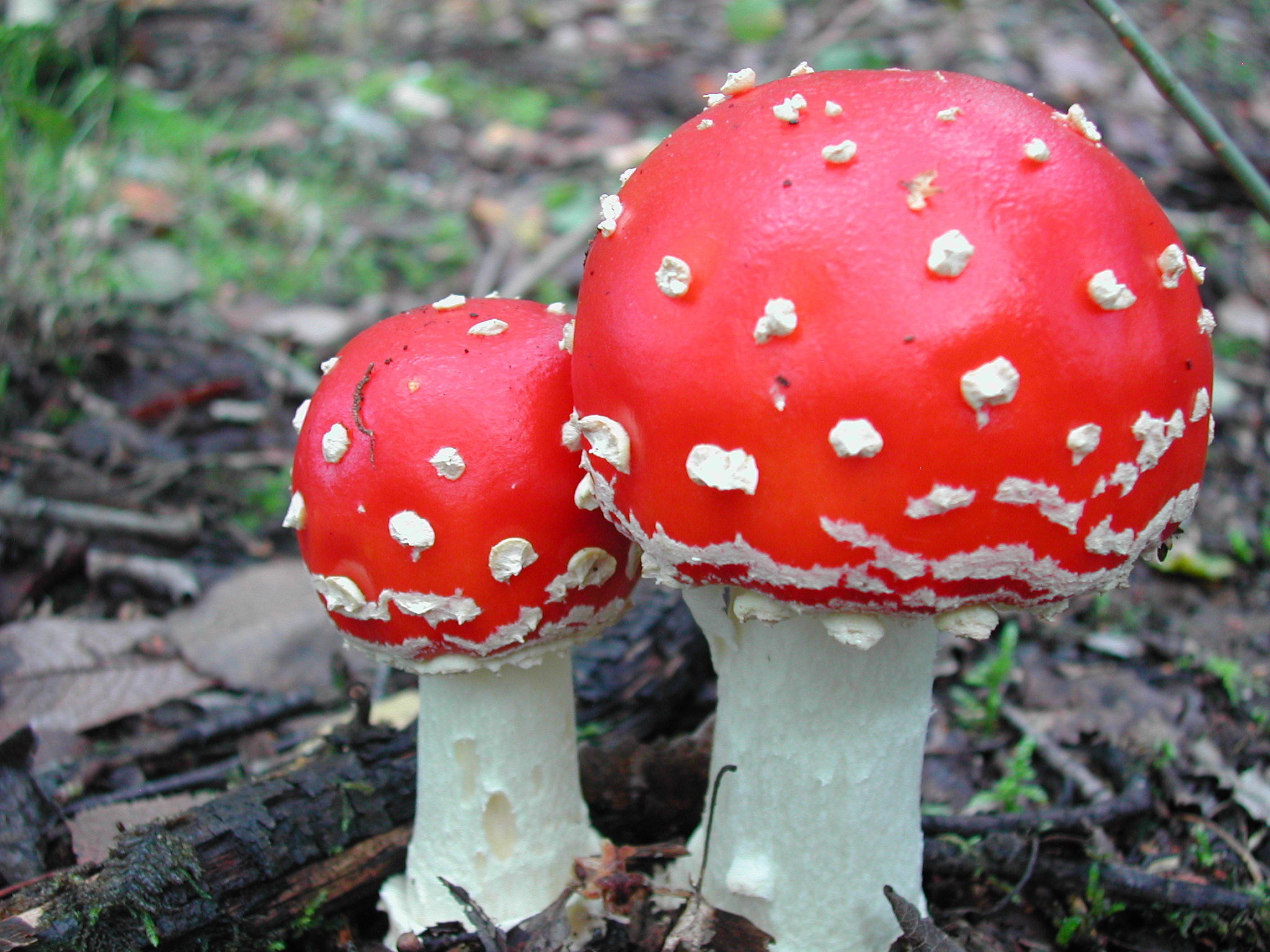
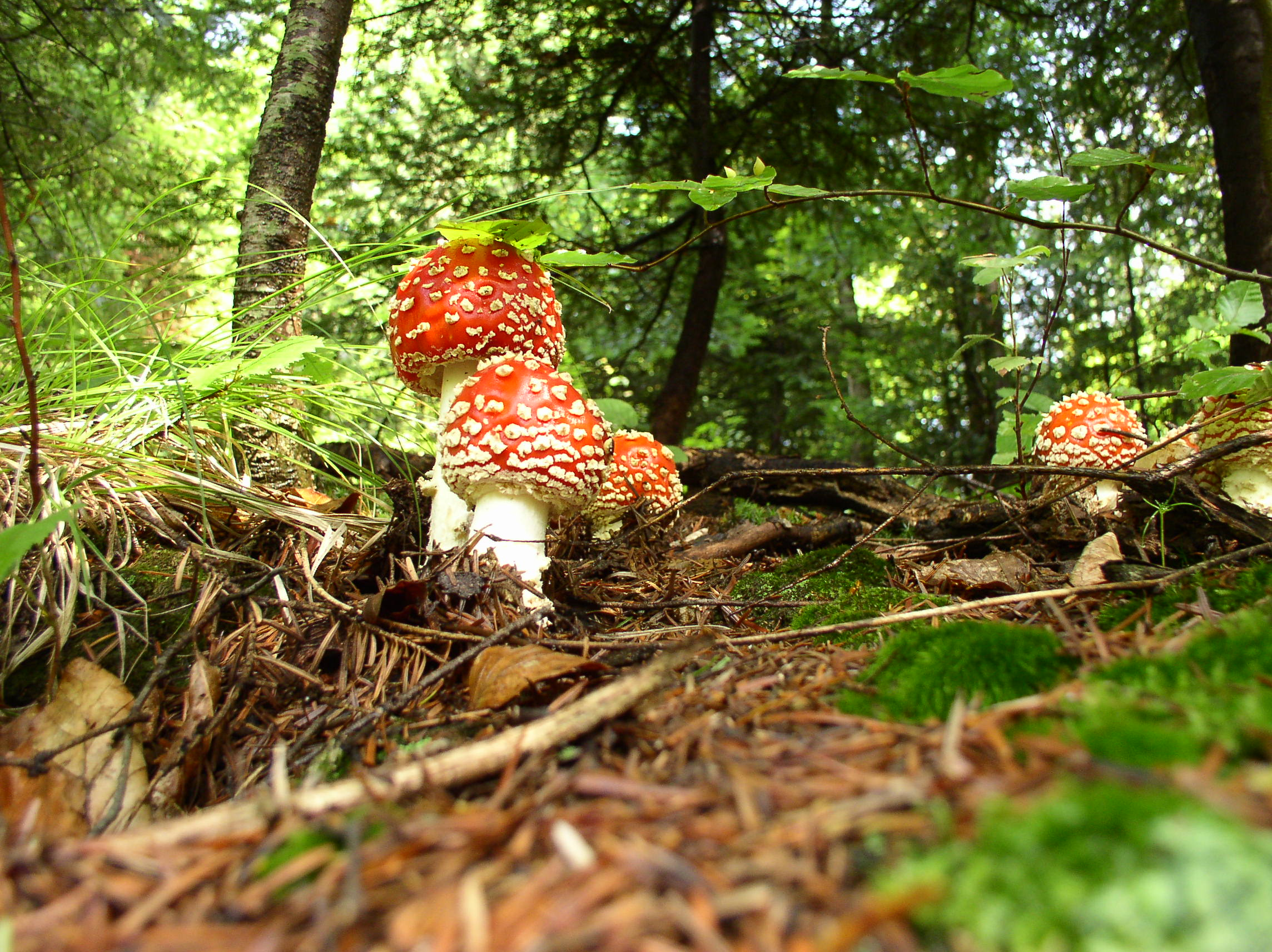
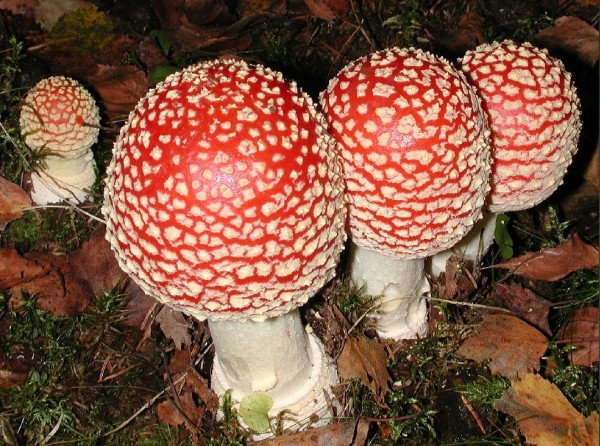
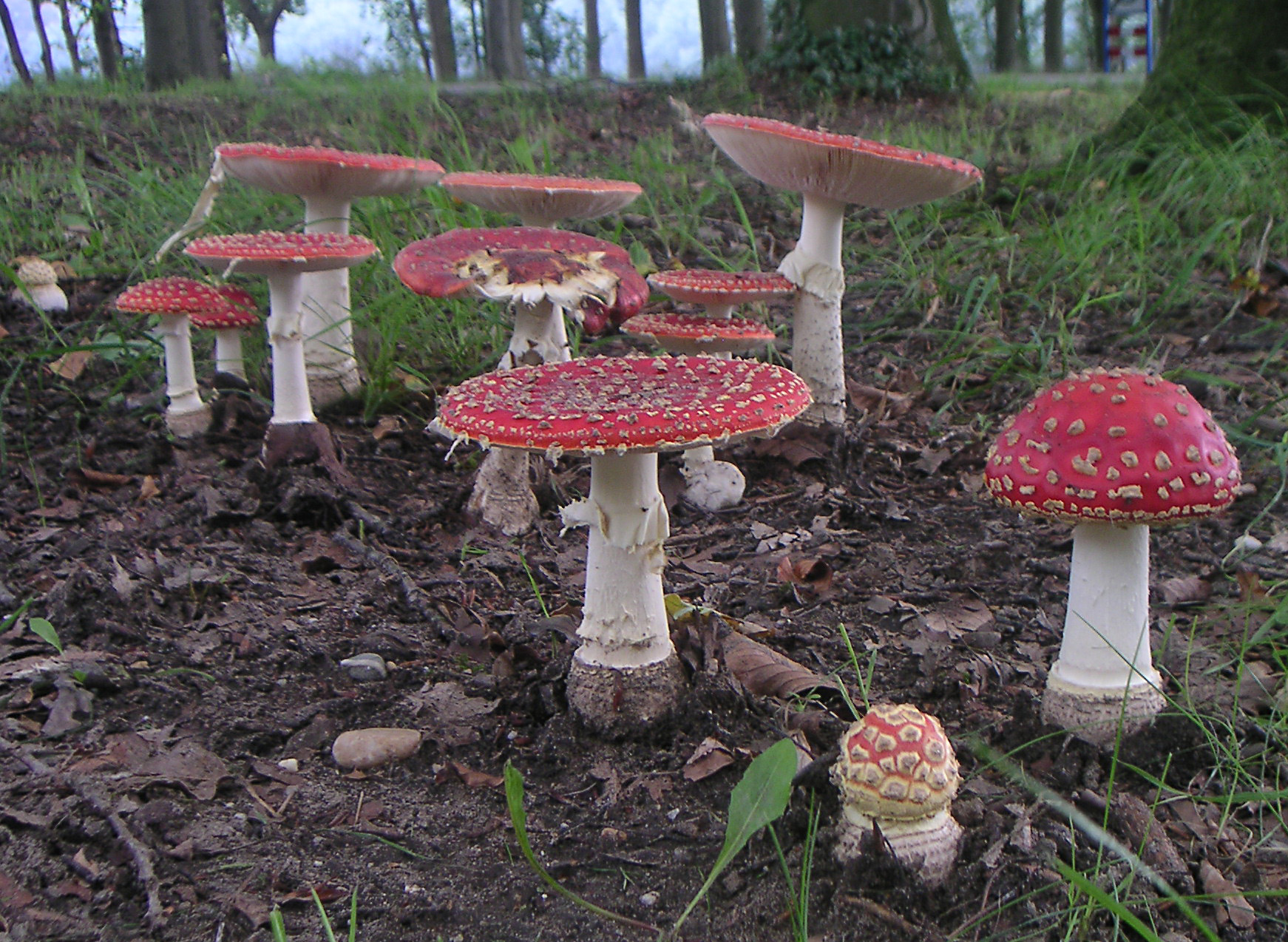
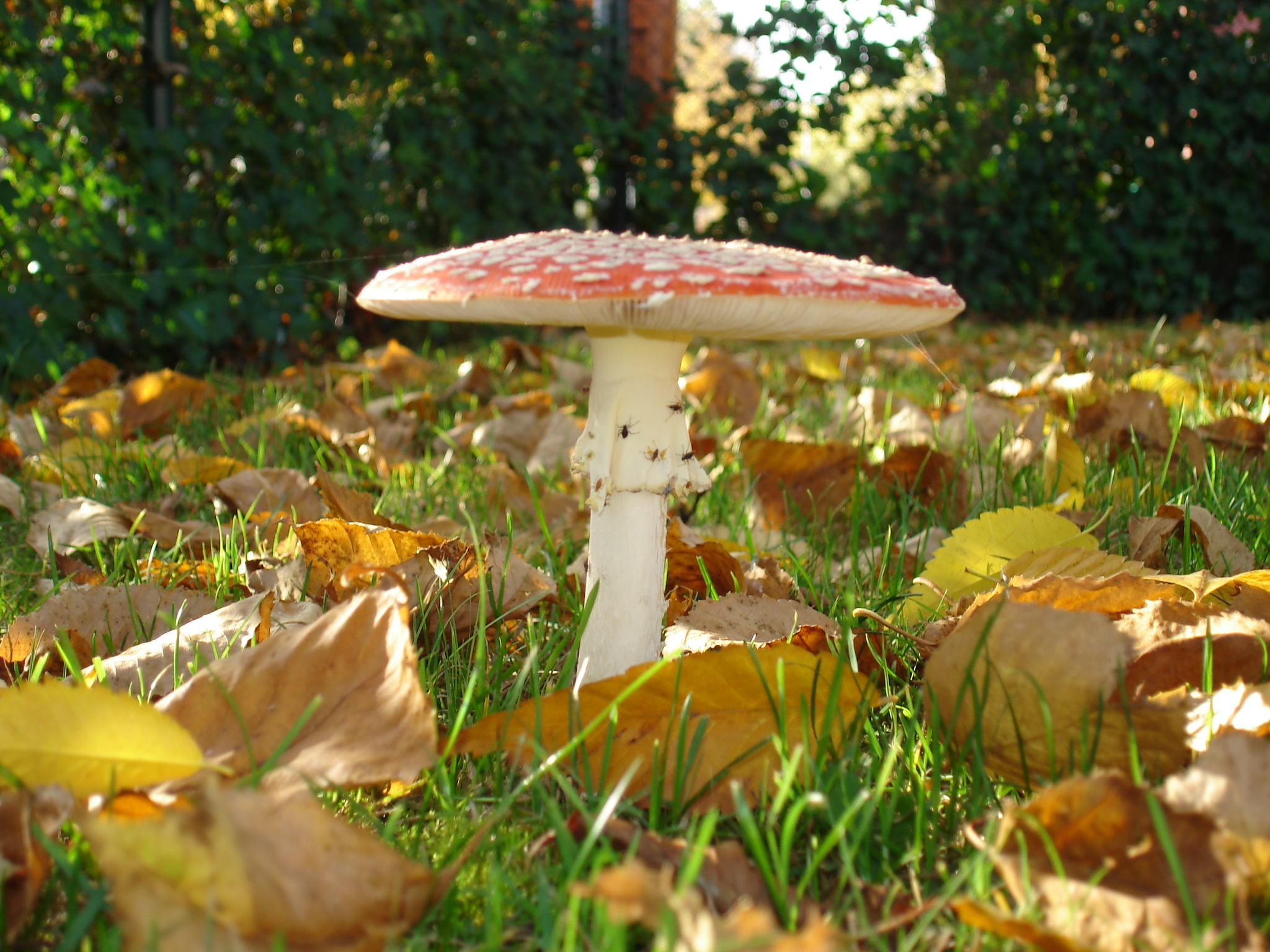
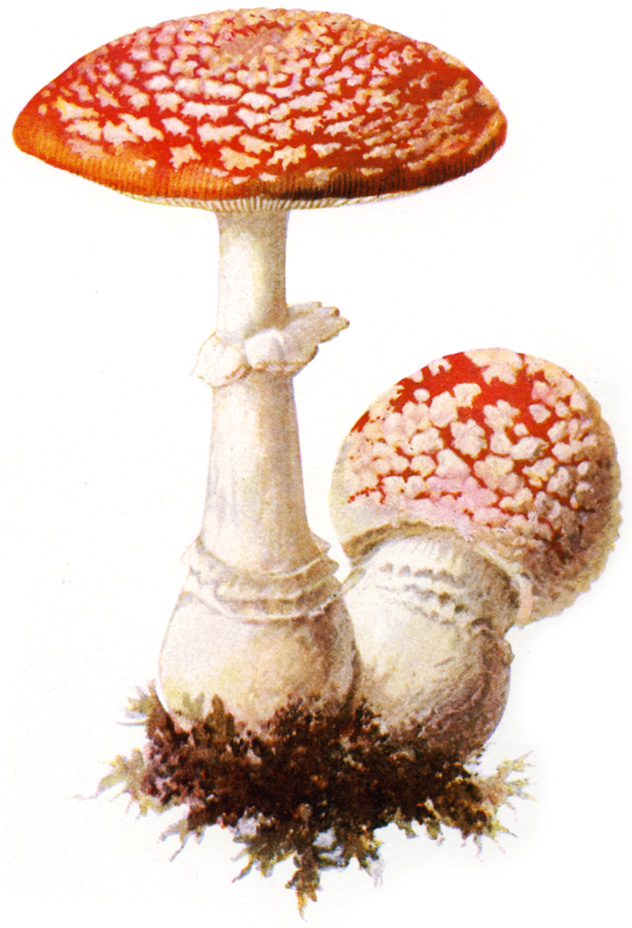
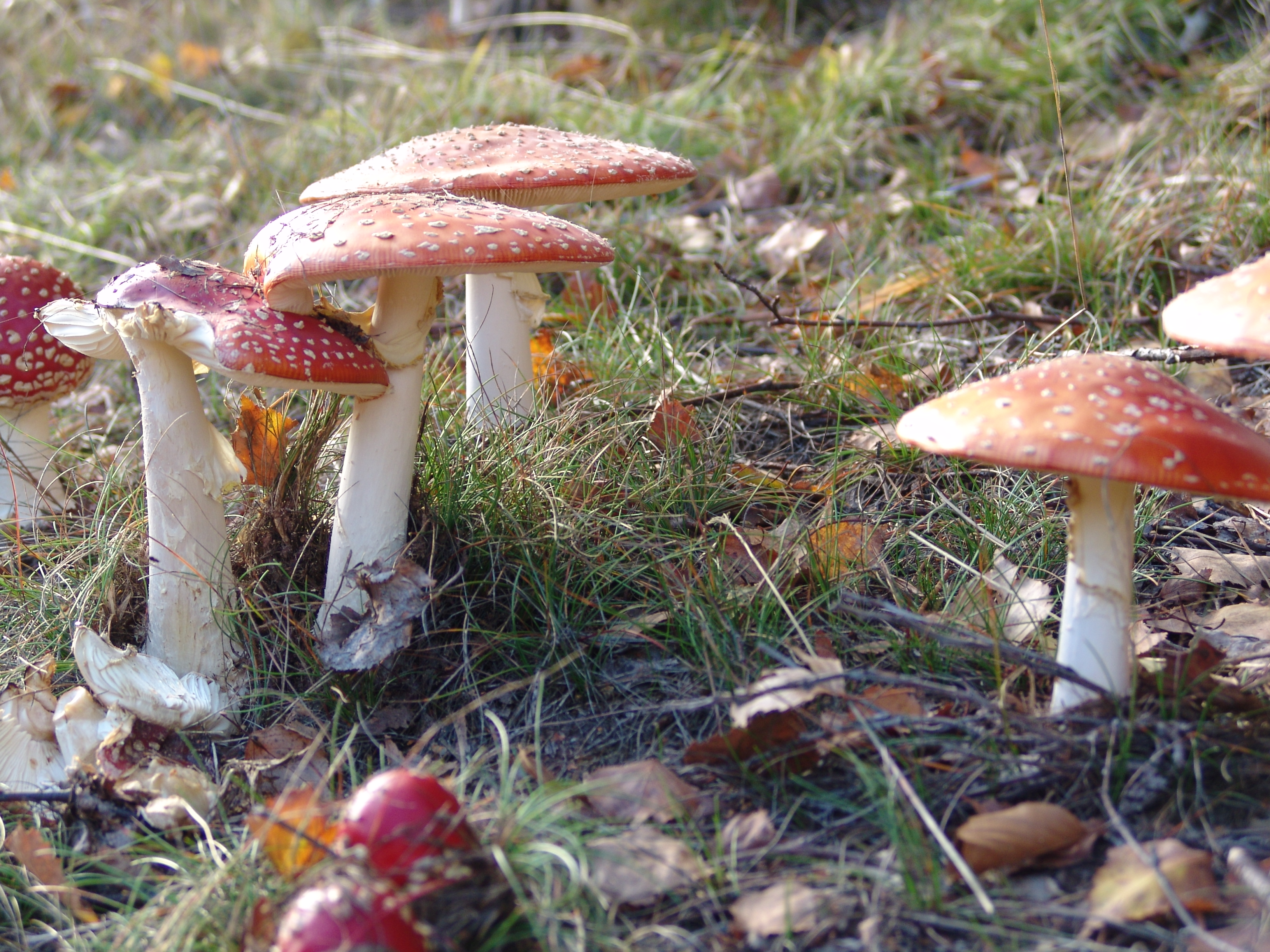
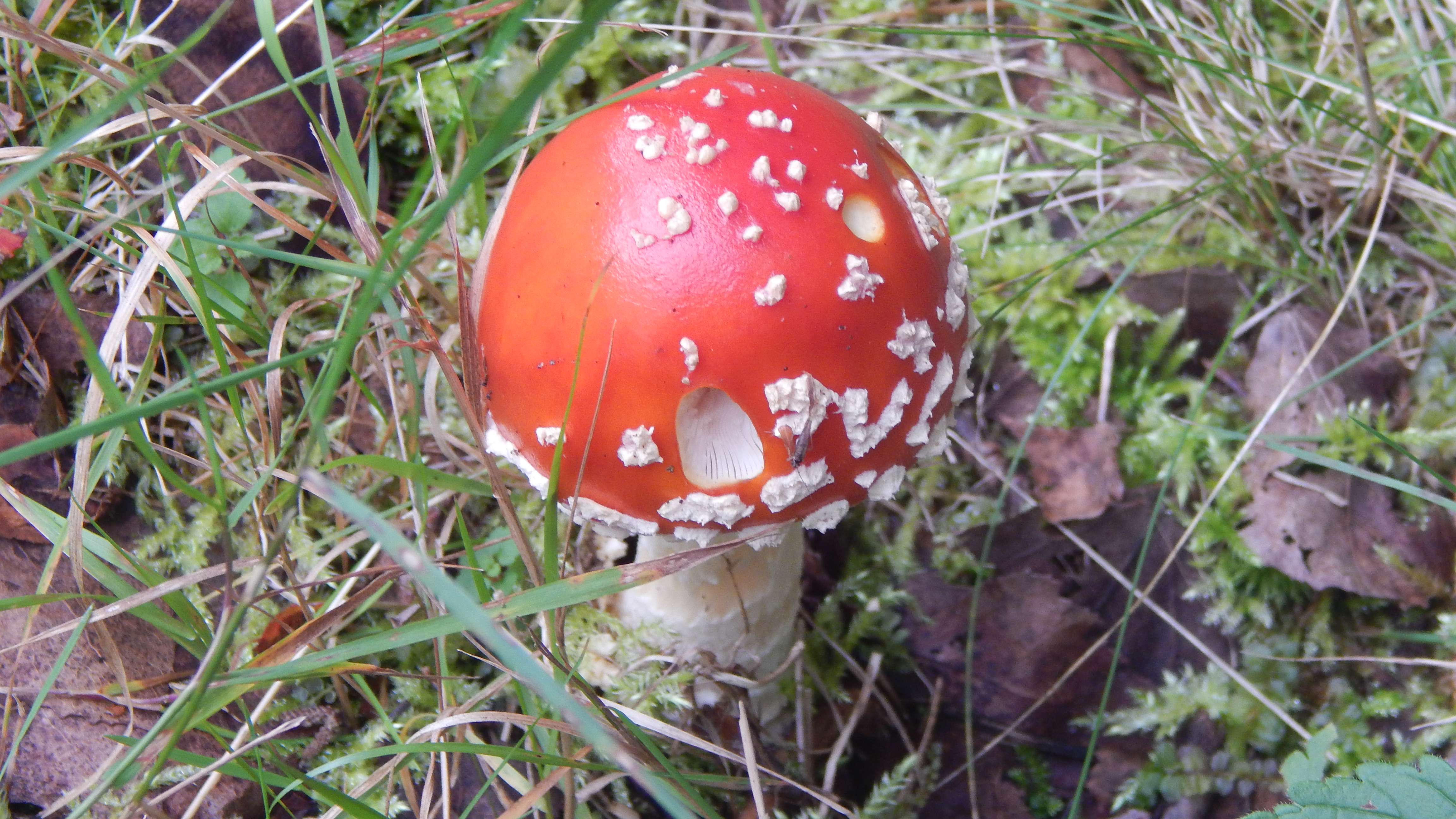
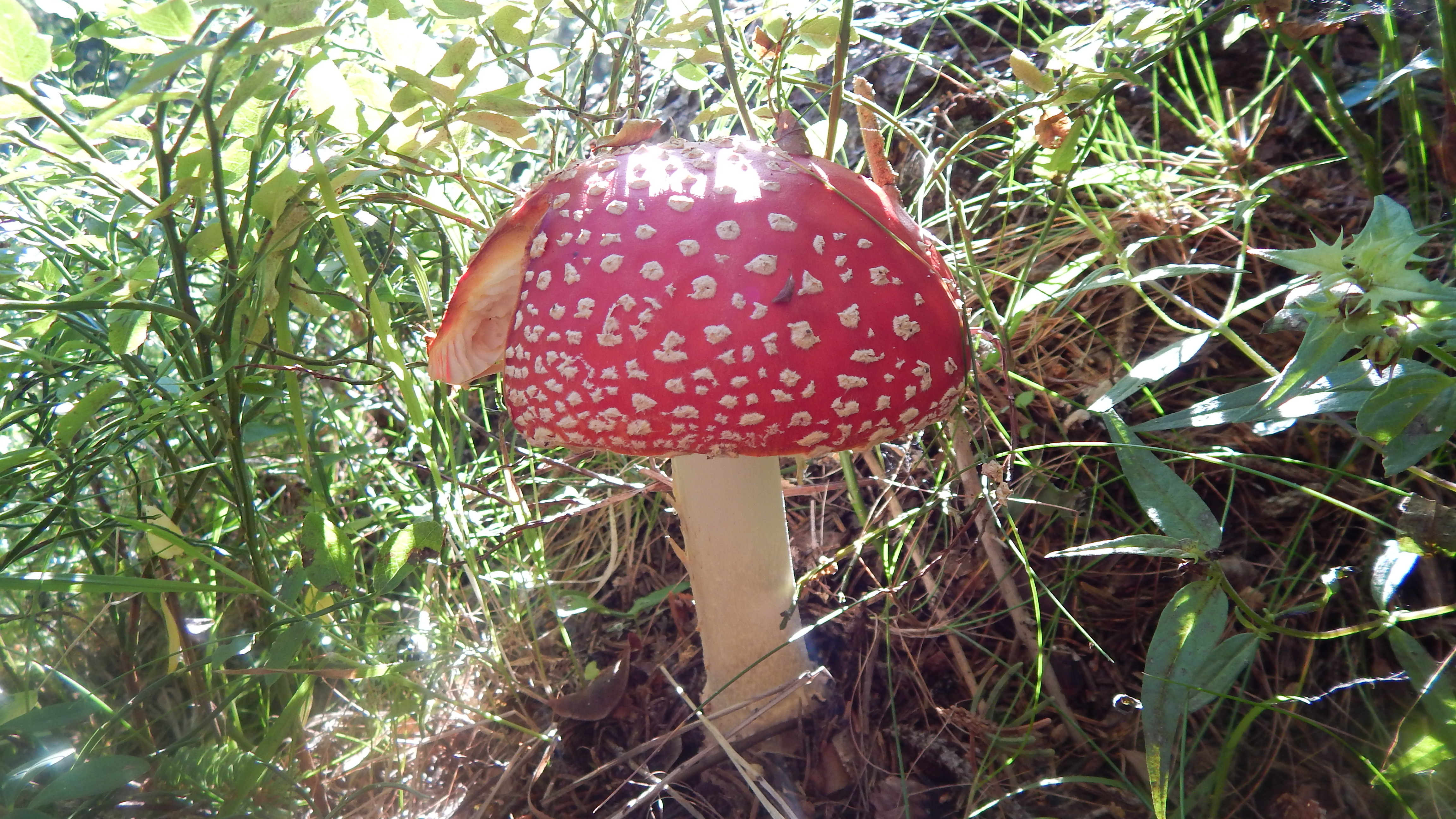
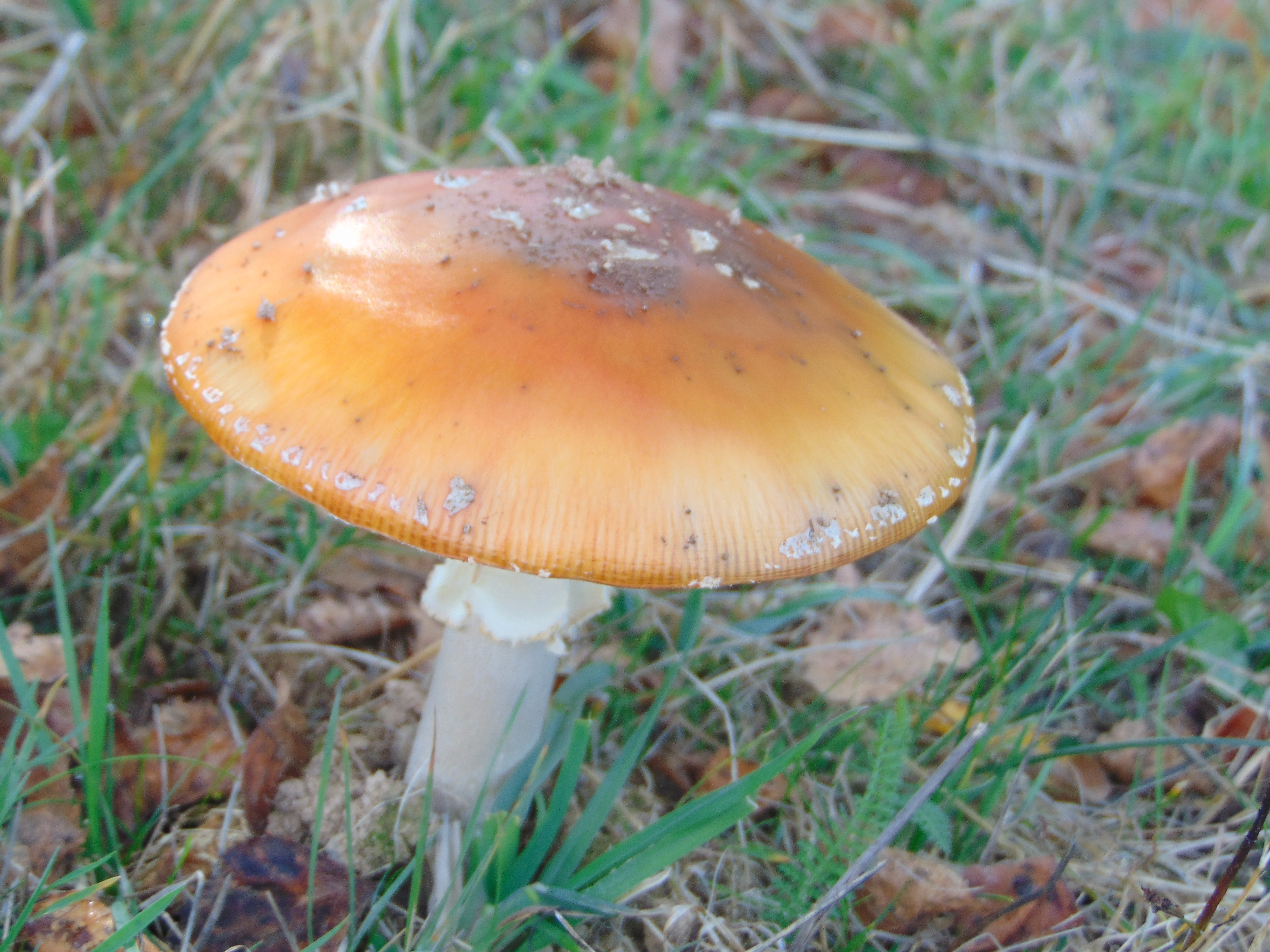
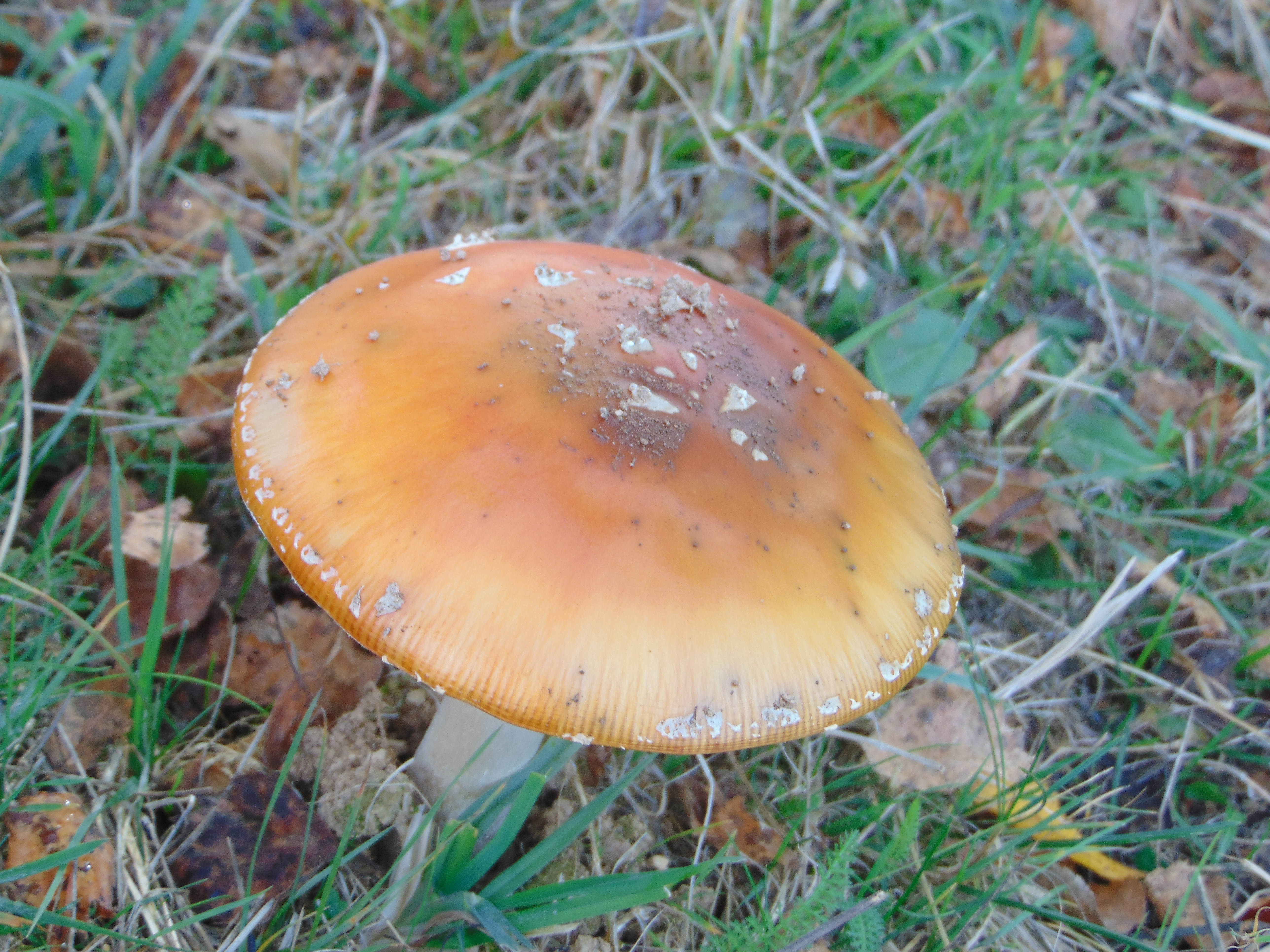